# 1958년 브리티시 엠파이어 코먼웰스 게임
1958년 브리티시 엠파이어 코먼웰스 게임 (1958 British Empire and Commonwealth Games)은 오늘날 코먼웰스 게임의 전신인 '브리티시 엠파이어 코먼웰스 게임'의 두번째 대회로, 1958년 7월 18일부터 7월 26일까지 영국 웨일스 카디프에서 열렸다.
35개국 1,130명의 선수와 228명의 관계자가 참가하였으며, 메달을 획득한 참가국 (주권국과 속령)는 23개국에 달했다. 싱가포르, 가나, 케냐, 맨섬이 첫 메달을 획득하였다. 대회기간 동안 판매된 입장권은 총 178,000장에 달했다.
대회에 앞서 퀸스 바턴 릴레이 (Queen's Baton Relay)라는 계주 행사가 처음으로 열렸는데 이때부터 매 대회마다 개회식에 앞서 진행되는 행사로 자리잡았다.

## 경기장
주경기장은 카디프 도심에 위치한 카디프 암스 파크가 선정되어 개폐회식을 비롯한 여러 종목이 열렸다. 수영 종목 개최를 위해 웨일스 엠파이어 풀이 새로 건설되었으며 복싱과 레슬링 종목의 경우 소피아 가든스 패빌리언에서, 트랙 사이클의 경우 메인디 스타디움에서 개최되었다. 조정 종목은 흘란베리스의 흘린 파다른 (Llyn Padarn)에서 개최됐다.

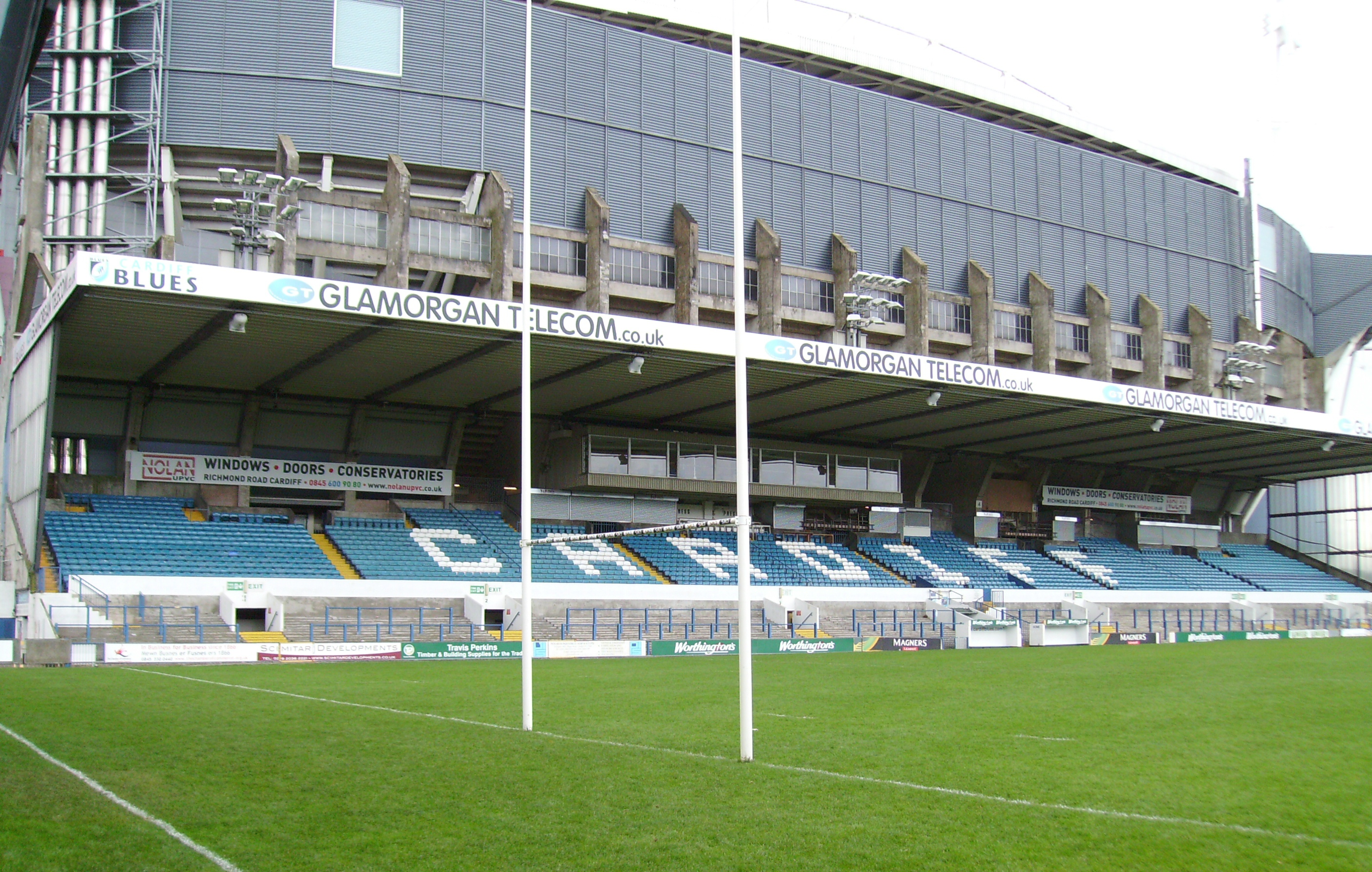
카디프 암스 파크
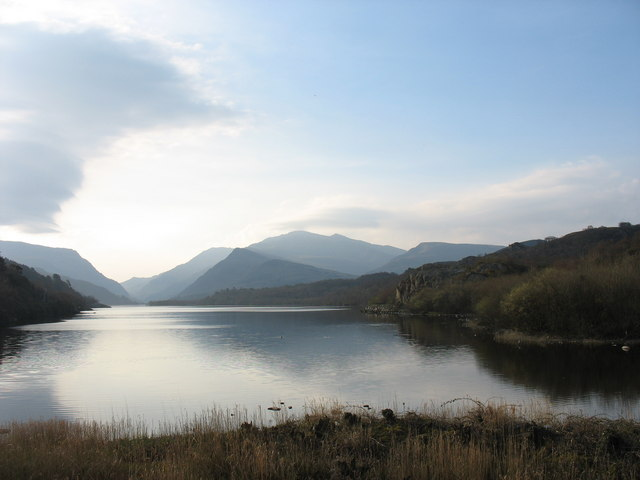
흘린 파다른

## 경기 종목
- 수상  (자세히)
  -  다이빙 (자세히)
  -  수영 (자세히)
  -  수구 (자세히)
- 육상 (자세히)
- 복싱 (자세히)
- 사이클 (자세히)
- 론볼 (자세히)
- 역도 (자세히)
- 조정 (자세히)
- 레슬링 (자세히)
- 펜싱 (자세히)

## 참가국

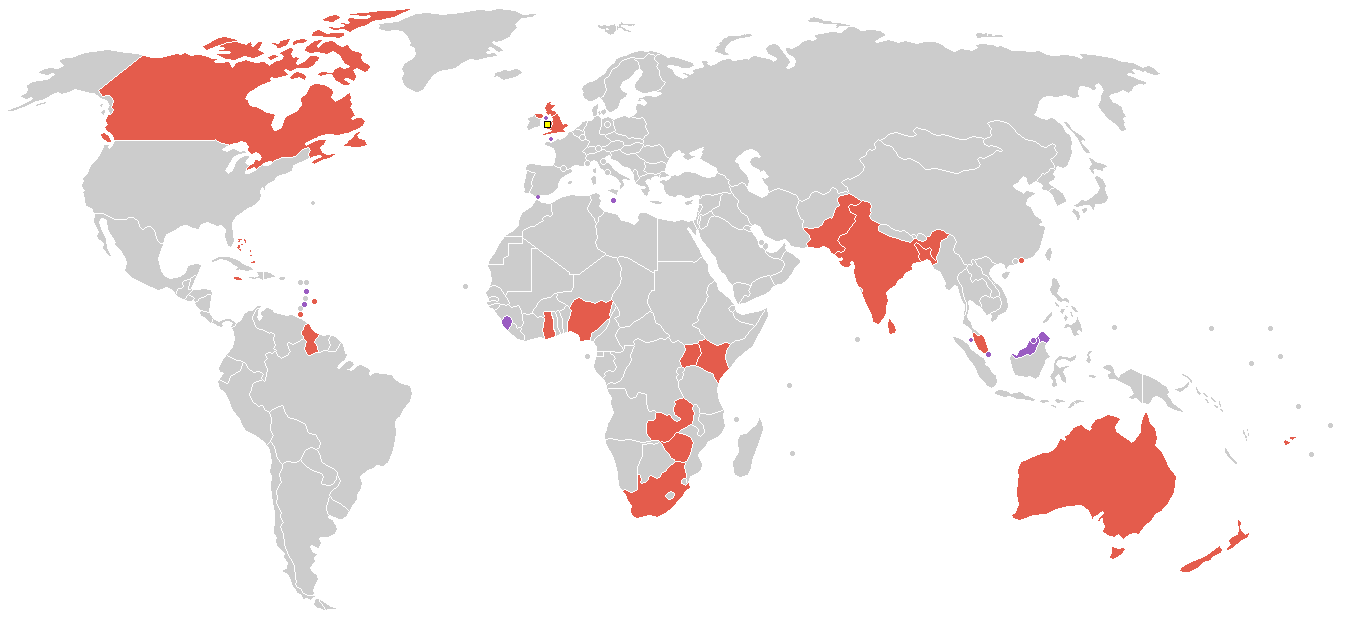
이번 대회 참가국 (보라색은 첫 참가)

이번 대회에서는 총 36개국 1,100여명의 선수가 참가하여 역대 최고 규모를 기록하였다.
대회가 진행될 당시 남아프리카 연방은 아파르트헤이트 정책에 따라 선수 전원을 백인으로 구성하여 논란이 일었다. 카디프 암스 파크에서는 인종차별 반대 시위가 열리기도 하였으나, 조직위 측은 남아프리카 연방의 유색인종 선수들은 본인의 종목을 주관하는 국제 스포츠 연맹에 가입되지 않아 출전 자격이 없어서 참가하지 못한 것이라고 해명하였다. 이후 남아프리카 연방은 1961년 헌법 개정으로 영연방을 탈퇴하였고, 아파르트헤이트 정책이 폐지된 1994년 코먼웰스 게임부터 다시 참가하게 되었다.
굵은색은 이번 대회 첫 참가국이다.
- 오스트레일리아
- 바하마
- 바베이도스
- 가이아나
- 캐나다
- 실론
- 도미니카 연방
- 잉글랜드
- 피지
- 가나
- 지브롤터
- 홍콩
- 인도
- 맨섬
- 자메이카
- 저지섬
- 케냐
- 말라야 연방
- 몰타
- 모리셔스
- 뉴질랜드
- 나이지리아
- 북보르네오
- 북아일랜드
- 북로디지아
- 파키스탄
- 세인트빈센트 그레나딘
- 사라왁
- 스코틀랜드
- 싱가포르
- 시에라리온
- 남아프리카 공화국
- 남로디지아
- 트리니다드 토바고
- 우간다
- 웨일스

## 메달 순위

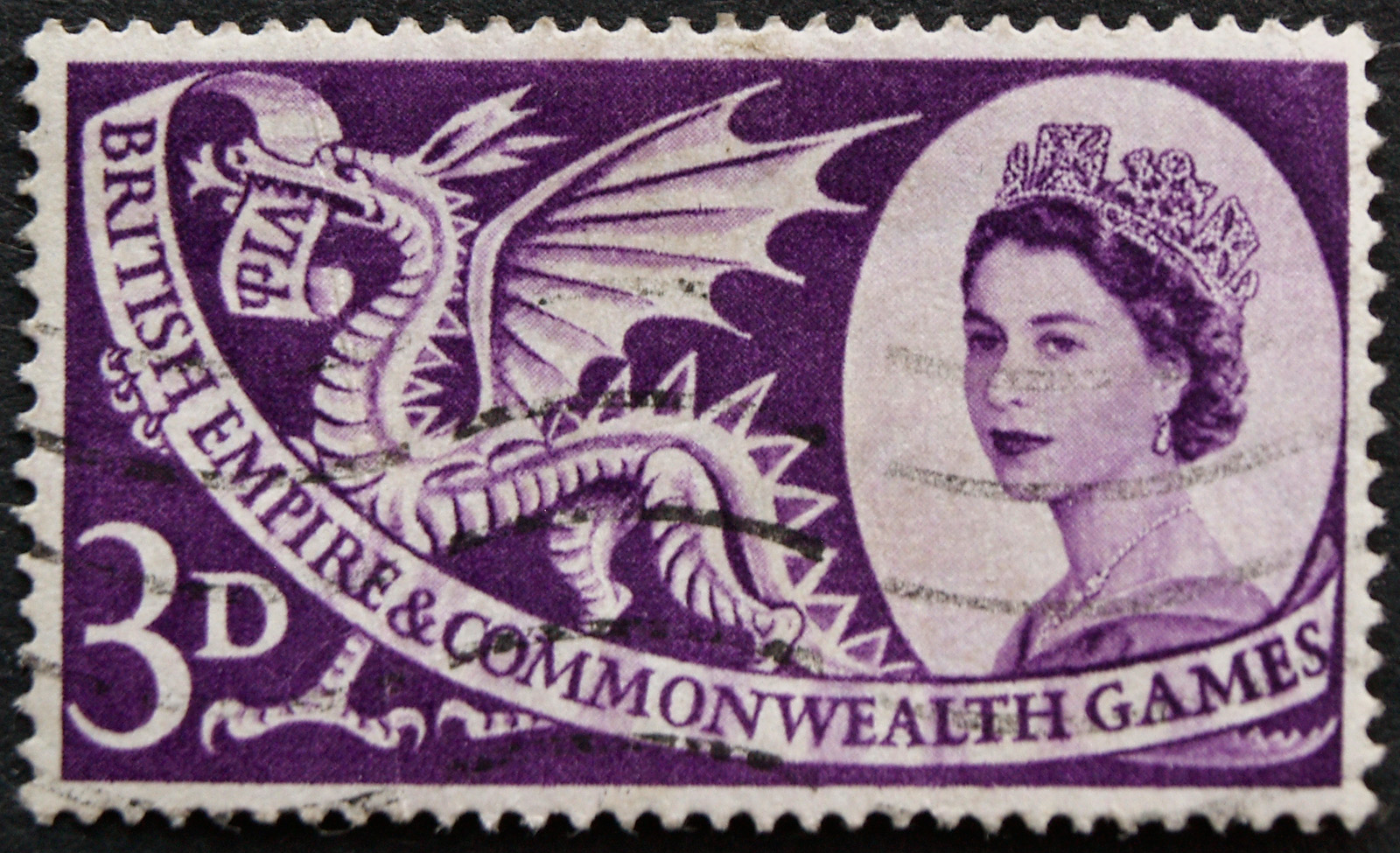
대회 개최 기념우표

*   개최국 (웨일스)
| 순위        | 나라                     | 금 | 은 | 동  | 합계 |
| ----------- | ------------------------ | -- | -- | --- | ---- |
| 1           | 잉글랜드                 | 29 | 22 | 29  | 80   |
| 2           | 오스트레일리아           | 27 | 22 | 17  | 66   |
| 3           | 남아프리카 공화국        | 13 | 10 | 8   | 31   |
| 4           | 스코틀랜드               | 5  | 5  | 3   | 13   |
| 5           | 뉴질랜드                 | 4  | 6  | 9   | 19   |
| 6           | 자메이카                 | 4  | 2  | 1   | 7    |
| 7           | 파키스탄                 | 3  | 5  | 2   | 10   |
| 8           | 인도                     | 2  | 1  | 0   | 3    |
| 9           | 싱가포르                 | 2  | 0  | 0   | 2    |
| 10          | 캐나다                   | 1  | 10 | 16  | 27   |
| 11          | 웨일스*                  | 1  | 3  | 7   | 11   |
| 12          | 북아일랜드               | 1  | 1  | 3   | 5    |
| 13          | 바베이도스               | 1  | 1  | 0   | 2    |
| 13          | 바하마                   | 1  | 1  | 0   | 2    |
| 15          | 말라야 연방              | 0  | 2  | 0   | 2    |
| 16          | 나이지리아               | 0  | 1  | 1   | 2    |
| 17          | 가이아나                 | 0  | 1  | 0   | 1    |
| 17          | 우간다                   | 0  | 1  | 0   | 1    |
| 19          | 남로디지아               | 0  | 0  | 2   | 2    |
| 19          | 케냐                     | 0  | 0  | 2   | 2    |
| 19          | 트리니다드 토바고        | 0  | 0  | 2   | 2    |
| 22          | 가나                     | 0  | 0  | 1   | 1    |
| 22          | 로디지아 니아살랜드 연방 | 0  | 0  | 1   | 1    |
| 22          | 맨섬                     | 0  | 0  | 1   | 1    |
| 합계 (24개) | 합계 (24개)              | 94 | 94 | 105 | 293  |